# Phare de Ciouzishan
Le phare de Ciouzishan est un phare situé dans la municipalité de Keelung à Taïwan, construit en 1956 et dont la mise en service a été arrêtée après en 1991. Le bâtiment principal de la tour du phare était à l'origine blanc pour ensuite donner plus d'importance au vert, couleur de la défense nationale. Il est le premier phare dont la conception et la  construction ont été réalisées par la république de Chine. En avril 2018, le Bureau maritime et portuaire du ministère des Communications acheva la restauration du phare de Ciouzishan en repeignant la façade extérieure en blanc. 

## Informations relatives au phare

### Structure du phare
- Couleur et construction de la tour: (À l'origine) phare en carré blanc construit en béton. (Actuellement) phare en carré vert en béton armé.
- Qualité de la lumière (fréquence): La lumière blanche clignote une fois toutes les 5 secondes. Lumière claire pendant 3 secondes et lumière sombre pendant 2 secondes.
- Arc lumineux : Compris entre 137 et 275 degrés. Visible sur la péninsule de Yehliu, du mont Baimi et de l'île Keelung.

### Administration du phare
- Organisme de gestion: (À l'origine) Bureau des douanes du ministère des Finances de la république de Chine. (Depuis le 1er janvier 2013) Bureau maritime et portuaire du ministère des Communications de la république de Chine.